# Переїзна (станція)
Переї́зна — вузлова залізнична станція Лиманської дирекції Донецької залізниці на перетині неелектрифікованих ліній Сватове — Попасна та Переїзна — Новодружівська між станціями Вовчоярська (6 км) та Лисичанськ (3 км). Розташована в центрі міста Лисичанська Сіверськодонецького району Луганської області.

## Історія
З будівництвом значної кількості промислових підприємств, у тому числі хімічної галузі, у Лисичанську постала проблема доставки продукції до інших регіонів держави. Одним з тих, хто закликав до будівництва залізниці у Лисичанську, був хімік, один з авторів періодичної таблиці хімічних елементів Дмитро Менделєєв. Для транспортування продукції від підприємств до залізничної станції була відкрита канатна дорога.
У 1879 році прокладена залізнична лінія Попасна — Лисичанськ, а у 1895 році — Лисичанськ — Куп'янськ-Вузловий.
До 1912 року станція мала назву — Любимівка.

## Пасажирське сполучення
З 2014 року, незважаючи на військову агресію Росії на сході Україні, транспортне сполучення не припинялося, щоденно через станцію курсували приміські поїзди сполученням Сватове — Попасна.
Наприкінці лютого 2022 року, через повномасштабне російське вторгнення в Україну, постійні обстріли з боку російських загарбників  та тимчасову окупацію з липня 2022 року, транспортне сполучення припинено.

## Галерея

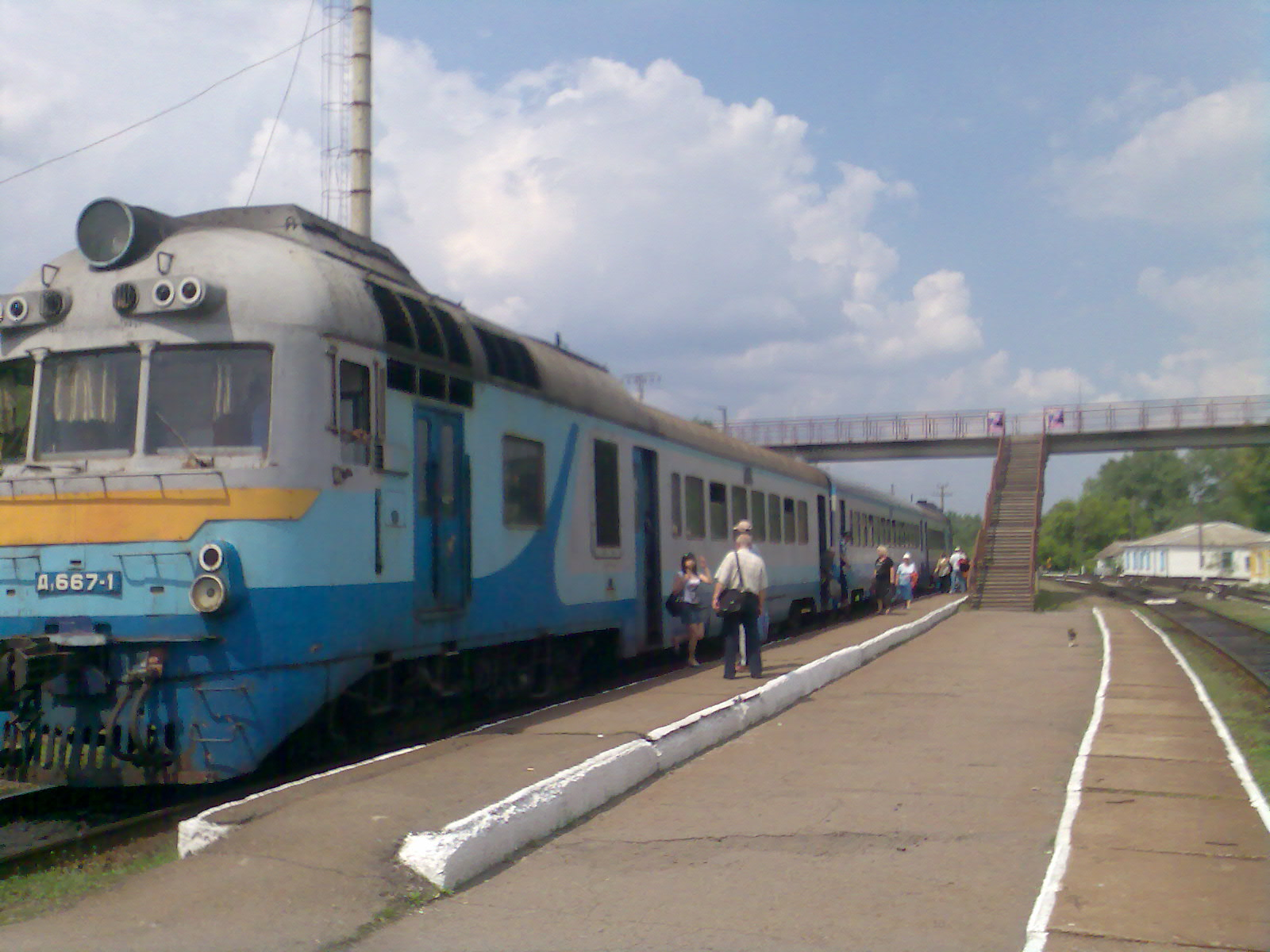
Дизель-поїзд сполученням Сватове — Попасна на станції Переїзна
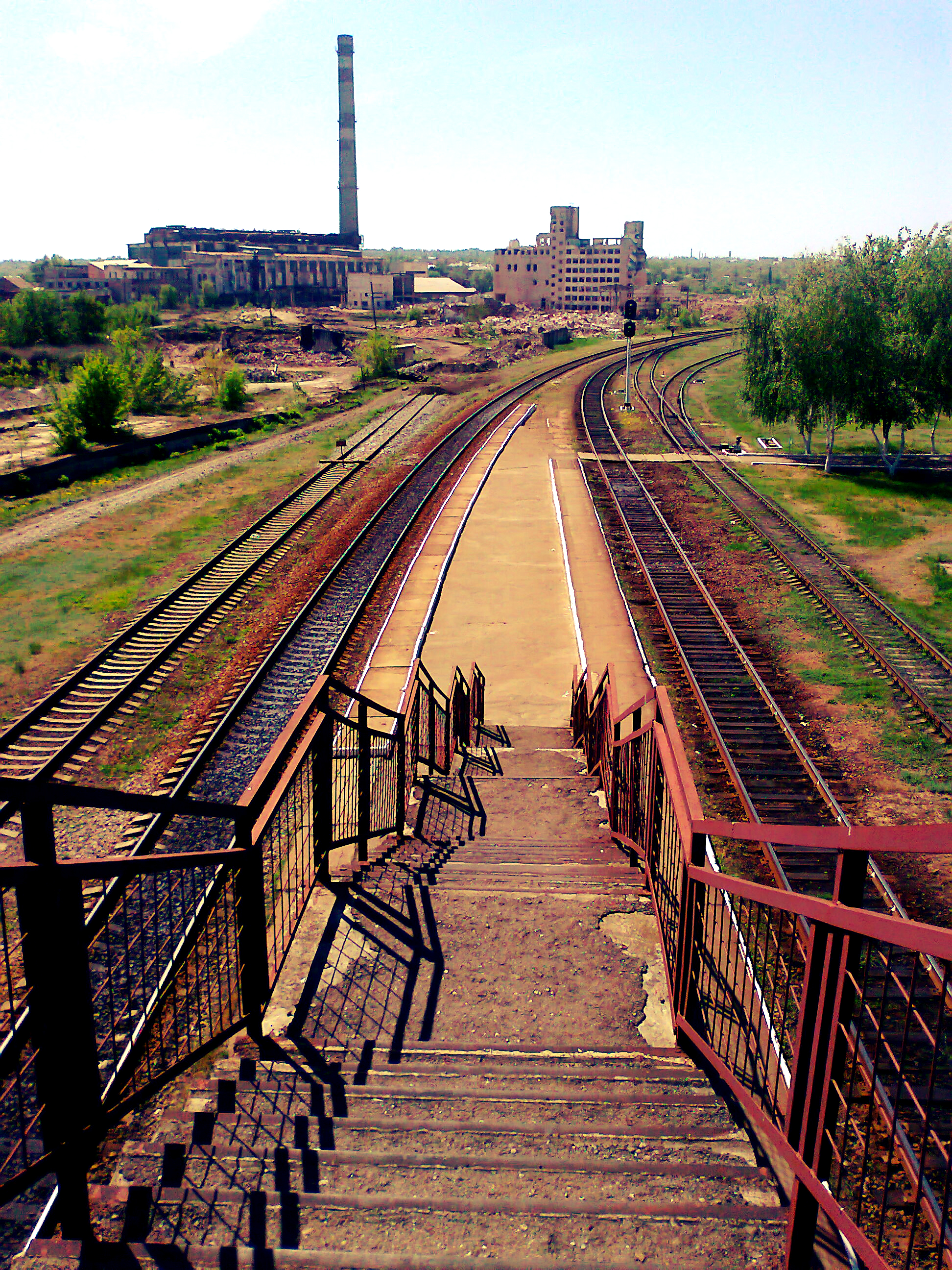
Краєвид на колишні Лисичанську ТЕЦ та Лисичанський содовий завод